# ستانلي بلوك
ستانلي بلوك (بالإنجليزية: Stanley Block)‏ هو أكاديمي أمريكي، ولد في 1939.